# Like I Used To
 (mars 2016).
Like I Used To est le premier album de la chanteuse et compositrice Lucy Rose. Il a été publié le 24 septembre 2012 sous le label Columbia Records. Il a atteint la 13e place du UK Albums chart dès la première semaine de sa publication.

## Liste des morceaux
| 1.    | Red Face          | 3:33 |
| 2.    | Middle of the Bed | 3:11 |
| 3.    | Lines             | 3:38 |
| 4.    | Shiver            | 3:53 |
| 5.    | Night Bus         | 3:24 |
| 6.    | Watch Over        | 3:31 |
| 7.    | Bikes             | 3:35 |
| 8.    | Place             | 3:48 |
| 9.    | Don't You Worry   | 3:50 |
| 10.   | First             | 3:49 |
| 11.   | Be Alright        | 3:57 |
| 40:09 |                   |      |

| Titres bonus de la version Deluxe | Titres bonus de la version Deluxe | Titres bonus de la version Deluxe | Titres bonus de la version Deluxe | Titres bonus de la version Deluxe | Titres bonus de la version Deluxe | Titres bonus de la version Deluxe | Titres bonus de la version Deluxe | Titres bonus de la version Deluxe | Titres bonus de la version Deluxe |
| No                                | Titre                             | Durée                             |                                   |                                   |                                   |                                   |                                   |                                   |                                   |
| --------------------------------- | --------------------------------- | --------------------------------- | --------------------------------- | --------------------------------- | --------------------------------- | --------------------------------- | --------------------------------- | --------------------------------- | --------------------------------- |
| 12.                               | All I've Got                      | 3:19                              |                                   |                                   |                                   |                                   |                                   |                                   |                                   |
| 13.                               | Scar                              | 4:05                              |                                   |                                   |                                   |                                   |                                   |                                   |                                   |
| 14.                               | Little Brave                      | 3:09                              |                                   |                                   |                                   |                                   |                                   |                                   |                                   |
| 15.                               | Gamble                            | 4:14                              |                                   |                                   |                                   |                                   |                                   |                                   |                                   |
| 54:56                             |                                   |                                   |                                   |                                   |                                   |                                   |                                   |                                   |                                   |